# Виктор Пинчук
Виктор Михајлович Пинчук (укр. Ві́ктор Миха́йлович Пінчу́к; Кијев, 14. децембра 1960) јесте украјински олигарх и филантроп.
Један од најбогатијих Украјинаца, један од првих десет међу њима. 2008. године, према часопису Форбс, постао је најбогатији Украјинац, победивши Рината Ахметова. Године 2013. заузео је 6. место на ранг листи најбогатијих људи у Украјини са богатством од 2,150 милијарди долара. Оснивач инвестиционе консултантске компаније EastOne и добротворне фондације Виктор Пинчук. Власник медијске групе StarLightMedia. Један од најбогатијих олигарха у Украјини. Претендент за рангирање међу 100 најутицајнијих људи у свету савремене уметности 2008. године. 
Зет другог председника Украјине Леонида Кучме. Народни посланик Украјине III-IV сазива.
Лауреат Државне награде Украјине у области науке и технологије (2004). Почасни грађанин Кијева (2009). Витез француског реда уметности и књижевности (2013). 